# Dodiko
Graf Dodiko (* 10. Jahrhundert; † 29. August 1020) verwaltete in den ersten Jahrzehnten des 11. Jahrhunderts von seiner Burg auf dem Wartberch in Warburg weite Gebiete im sächsischen Hessengau, im Ittergau („Nitherga“) und im Nethegau. Sein Grundbesitz reichte von Höxter im Norden bis weit nach Süden in den nordhessischen Raum.
Seine Eltern sollen Amelung von Saksen-Billung und Hildegund von Geseke gewesen sein, die Tochter von Bernard aus dem Geschlecht der Haolde (oder Haholde) zugerechnet, die im westlichen Teil des Raums Paderborn, Warburg und Corvey im 10. und 11. Jahrhundert als Grafen amtierten. Er mag ein Enkel des ersten und Bruder des zweiten Haold gewesen sein. Nach der Sitte von Hildegund zu beurteilen war sie verheiratet mit Amelung Graf in der Padergau und Vogt der Kirche Paderborn und somit waren sie die Eltern von Dodiko.
Dodiko war der Enkel von Ekbert der Einaugige von Saksen Billung und der Bruder vom Sigebode I.
Nachdem der von ihm vorgesehene Erbe, sein einziger (unehelicher) Sohn, im Jahre 1018 bei einem Reitunfall tödlich verunglückte, schloss Dodiko mit Bischof Meinwerk von Paderborn einen „Prekarie-Vertrag“. Darin vermachte er dem Paderborner Hochstift seinen gesamten Besitz, erhielt aber für den Rest seines Lebens dessen Nutzung.  Dodiko starb am 29. August 1020.
Kaiser Heinrich II. bestätigte die Besitzübertragung und übertrug 1021 auch die gräflichen Rechte im sächsischen Hessengau an Bischof Meinwerk. Heinrichs Nachfolger, Kaiser Konrad II., entzog Paderborn die gräflichen Rechte nach einer vom Erzbistum Mainz ausgehenden Intrige und gab sie an Mainz; 1033 kamen sie jedoch endgültig an Paderborn.